# 吳廣 (明朝)
吴广（16世纪？—1601年），明朝武将，广东人。
吴广以武生从军，累立战功，担任福建南路参将，因事罢归。会岑溪瑶民反明，总督陈大科派吴广跟随总兵童元镇讨伐。明军稍稍退却，吴广亲手斩杀一个退后的士卒，于是大破岑溪瑶。论功，官复原职。万历二十五年，吴广担任副总兵跟随刘綎至朝鲜抵御日本，领水军与陈璘相犄角，俘斩甚众。班师后，跟随总督李化龙征播州杨应龙，擢升为四川总兵官。与诸军进逼海龙囤，与陈璘从海龙囤后登上，杨应龙自杀，播州平定。吴广中毒箭，失声，复苏后以本官镇四川。第二年去世。赐都督同知。